# ليباز لساني

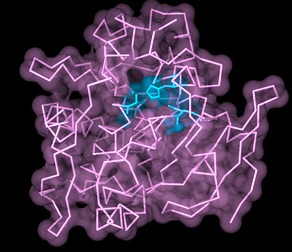
الليباز اللساني عن قرب

الليباز اللساني هو عضو في عائلة من إنزيمات الجهاز الهضمي تسمى ليباز ثلاثي الغليسرين، EC 3.1.1.3، والتي تستخدم الثالوث التحفيزي من الأسبارتات والهيستيدين والسيرين لتحلل الدهون الثلاثية المتوسطة والطويلة السلسلة إلى الغليسرين جزئية وأحماض دهنية حرة. يحفز الإنزيم، الذي يطلق في الفم مع اللعاب، التفاعل الأول في هضم الدهون الغذائية، مع كون ثنائي الغليسيرين المنتج الأساسي للتفاعل. ومع ذلك، نظرًا للخصائص الفريدة للليباز اللساني، بما في ذلك الرقم الهيدروجيني الأمثل 4.5-5.4 وقدرته على تحفيز التفاعلات بدون أملاح الصفراء، يستمر نشاط تحلل الدهون حتى المعدة. يُشار إلى إطلاق الإنزيم بواسطة الجهاز العصبي اللاإرادي بعد الابتلاع، وفي ذلك الوقت تفرز الغدد المصلية الموجودة تحت الحليمات اللسانية المحيطة والورقية على سطح اللسان الليباز اللغوي إلى أخاديد الحليمات المحيطة والورقية المتوضعة مع مستقبلات طعم الدهون. يعد التحلل المائي للدهون الغذائية أمرًا ضروريًا لامتصاص الدهون من الأمعاء الدقيقة، حيث لا يمكن امتصاص الدهون الثلاثية السلسلة الطويلة، ويتحلل ما يصل إلى 30% من الدهون في غضون 1 إلى 20 دقيقة من الابتلاع عن طريق الليباز اللساني وحده.
يتكون الليباز اللساني مع الليباز المعدي من الليباز الحمضي.

## الآلية المتوقعة
يستخدم الليباز اللساني ثالوثًا محفزًا يتكون من حمض الأسبارتيك 203 (Asp)، وhistidine-257 (His)، و serine-144 (Ser)، لبدء التحلل المائي لثلاثي الغليسرين إلى دياسيل غليسرين وحمض دهني حر. أولًا، هناك سلسلة من عمليات نزع البوتاسيوم التي تجعل السيرين محبًا للنيوكليوفيل بشكل أفضل. ثم يخضع الزوج الوحيد الموجود على أكسجين السيرين إلى إضافة محبة للنووية إلى أول أو ثالث كربونيل من ثلاثي الغليسرين. بعد ذلك، تنتقل الإلكترونات التي تحركت لتشكيل الكربونيل مرة أخرى لإصلاح الكربونيل. ثم يتم بروتونات المجموعة التي تترك الدياكيلغليكيرول بواسطة His-257. بعد جولة أخرى من نزع البروتون، يخضع الزوج الوحيد الموجود على أكسجين الماء إلى إضافة محبة للأنوية إلى الكربونيل الذي أصلح في الخطوة السابقة. تعود الإلكترونات التي تحركت من الكربونيل إلى الأسفل لإصلاحها وبدء تشغيل Ser، ما يؤدي مرة أخرى إلى إحداث سلسلة من الدياكيلغليكيرول. النواتج النهائية للتفاعل هي الثالوث الحفاز المحفوظ، والدياكيلغليكيرول وحمض دهني حر. يوجد أيضًا أحادي الغليسرين بتركيز أقل وينتج بعد جولة ثانية من التحلل المائي بنفس الآلية. يعمل على مادة ثلاثي الغليسرين للمساعدة في تكسير الطعام كجزء من تكوين اللعاب.

## التليف الكيسي
المرضى الذين يعانون من التليف الكيسي (CF) لديهم فرصة بنسبة 85% للإصابة بشكل إضافي بآثار قصور البنكرياس الخارجي. في الحالات القصوى، لن ينتج هؤلاء المرضى ليباز بنكرياسي، ولكن حتى عندما يكون الإنزيم غائبًا تمامًا، يستمر امتصاص الدهون الغذائية. أظهرت الدراسات أنه حتى في هذه الحالات، يوجد الليباز اللساني بكميات طبيعية، ويساهم في أكثر من 90% من إجمالي نشاط الليباز في الإثني عشر. يمكن أن يُعزى ذلك إلى حقيقة أن الليباز اللساني يحتوي على درجة حموضة منخفضة، وبالتالي يمكن أن يبقى نشطًا من خلال المعدة إلى الإثني عشر، حيث يكون هناك انخفاض في درجة الحموضة لدى مرضى التليف الكيسي. وبالتالي، فقد اقترح أن أحد الخيارات العلاجية المحتملة لقصور البنكرياس الإفرازي سيكون العلاج ببدائل الإنزيم باستخدام الليباز اللساني، ما يزيد من كمية الدهون الغذائية الممتصة ويقلل من مخاطر سوء التغذية. توفر الآلية المقترحة للليباز اللساني الذي يقطع بشكل تفضيلي ثلاثي الغليسرين ذو السلسلة القصيرة والمتوسطة وسيلة للامتصاص دون الحاجة إلى تكوين مذيلة كيلومكرونات. يمكن امتصاص الأحماض الدهنية الحرة قصيرة ومتوسطة السلسلة مباشرة من خلال الخلايا المخاطية في مجرى الدم دون مزيد من التعبئة، وبالتالي تلعب دورًا مهمًا في تغذية مرضى التليف الكيسي (وحديثي الولادة).

## هضم الدهون عند حديثي الولادة
في الرحم، يعتمد الجنين على نظام غذائي عالي الكربوهيدرات، ويوجد الليباز اللغوي وكذلك المعدي في الجنين من 26 أسبوعًا من الحمل. بعد الولادة، تصبح الدهون في لبن الأم أو أحد بدائل الحليب المصدر الرئيسي للتغذية. معدلات امتصاص الدهون الغذائية أقل بكثير عند الأجنة وحديثي الولادة منها لدى البالغين، 65-80% بالمقارنة مع> 95% على التوالي، والتي يمكن أن تُعزى إلى انخفاض نشاط الليباز في البنكرياس. علاوة على ذلك، فإن دهون الحليب ليست ركيزة جيدة للليباز البنكرياس. هذه الحقيقة، جنبًا إلى جنب مع نقص ملح الصفراء وانخفاض درجة الحموضة في جميع أنحاء الجهاز الهضمي لحديثي الولادة، تتطلب أن يكون الليباز اللساني هو الإنزيم الرئيسي الذي يحفز التحلل المائي للدهون الغذائية. شوهد نشاط الإنزيم هذا في وقت مبكر من عمر الحمل 26 أسبوعًا، مع القدرة على التحلل المائي للدهون الغذائية وفقًا لنضج الجهاز الهضمي.